# Kontinentale Hockey-Liga
Die Kontinentale Hockey-Liga (kurz KHL; russisch Континентальная хоккейная лига/Kontinentalnaja Chokkejnaja Liga, kurz russisch КХЛ; international unter der englischen Bezeichnung Kontinental Hockey League vermarktet) ist die höchste Spielklasse im Eishockey Russlands, an der auch Teams aus anderen asiatischen und europäischen Staaten teilnehmen. Der KHL-Sieger erhält am Ende der Spielzeit den Gagarin-Pokal, benannt nach dem sowjetischen Kosmonauten Juri Gagarin.
Als Präsident der Liga fungiert seit Dezember 2014 Dmitri Tschernyschenko, der zuvor Organisator der Olympischen Winterspiele in Sotschi war. Erster Präsident war Alexander Medwedew, der auch stellvertretender Vorsitzender des russischen Energiekonzerns Gazprom und Generaldirektor der Exportgesellschaft Gazprom Export ist. Vorstandsvorsitzender der KHL ist der Unternehmer Gennadi Timtschenko.
Die Teilnehmer sind in vier Divisionen, die nach den sowjetischen Eishockeygrößen Wsewolod Bobrow, Anatoli Tarassow, Waleri Charlamow und Arkadi Tschernyschow benannt sind, eingeteilt. In der ersten Spielzeit wurden die Divisionen sportlich gleichwertig besetzt, seit 2009 werden sie regional gebildet und sind in zwei Konferenzen organisiert.
Zur Saison 2016/17 wurde die Liga auf 29 Teams aufgestockt. Mit Kunlun Red Star aus Peking war erstmals ein Franchise aus der Volksrepublik China in der KHL vertreten.

## Modus
Die reguläre Saison beginnt mit der Ausspielung des Lokomotive-Pokal genannten Eröffnungsspiels der beiden Vorjahresfinalisten. Bis 2014 spielten die 28 Teams zweimal gegen jede der 27 anderen Mannschaften, wodurch jede Mannschaft 54 Spiele bestreiten musste. Zur Saison 2014/15 wurde ein neuer Spielplan eingeführt, der regionale Aspekte stärker berücksichtigt. In der regulären Saison sind die Teams seither in zwei Konferenzen und vier Divisionen zu je sieben Mannschaften unterteilt. Jede Mannschaft muss dabei insgesamt 60 Spiele bestreiten:
- 24 Spiele gegen die anderen sechs Teams der Division (je zwei Heim- und Auswärtsspiele)
- 14 Spiele (jeweils ein Heim- und Auswärtsspiel) gegen die Teams der anderen Division der Konferenz
- 14 Spiele gegen die Teams der anderen Konferenz (dabei jeweils 7 Heim- und 7 Auswärtsspiele)
- jeweils 4 weitere Spiele gegen Teams der eigenen Konferenz und der anderen Konferenz unter Berücksichtigung von regionalen und logistischen Aspekten.[3]

Die Mannschaft mit den meisten Punkten nach der regulären Saison gewinnt den Kontinental-Pokal.
Im Anschluss an die reguläre Saison folgen die Play-offs, für die sich die jeweils acht punktbesten Mannschaften beider Konferenzen qualifizieren. Die Division-Sieger nehmen dabei auf der Setzliste die ersten vier Positionen ein. In den ersten beiden Jahren wurde die erste Play-off-Runde im Modus Best-of-Five ausgespielt, die folgenden drei bis einschließlich der Finalserie dann im Modus Best-of-Seven. Seit der Saison 2010/11 werden alle Play-off-Runden im Modus Best-of-Seven ausgespielt. Der Gewinner der Finalserie gewinnt den Gagarin-Pokal.
Zur Saison 2018/19 wurde die Zwei-Punkte-Regel vergleichbar zur National Hockey League eingeführt, um sportlich interessantere Tabellen-Konstellationen zu ermöglichen.

## Geschichte

### Gründungsphase

Internationale Version des KHL-Logos bis 2016

Die KHL löste zur Saison 2008/09 die Superliga ab und erstreckt sich mit den bisherigen Teilnehmerländern Kasachstan, Kroatien, Lettland, Russland, der Slowakei, Tschechien, Finnland, der Ukraine und Belarus auf den eurasischen Kontinent. Die Liga startete 2008 mit 24 Mannschaften aus vier verschiedenen Ländern in ihre Premierensaison.
Die 24 Teilnehmer der Premierensaison setzten sich aus den bisherigen 20 Mannschaften der Superliga sowie Chimik Woskressensk und Barys Astana, die zuletzt am Spielbetrieb der Wysschaja Liga teilnahmen und in der abgelaufenen Saison den ersten und zweiten Platz belegten, zusammen. Hinzu kamen noch HK Dinamo Minsk und Dinamo Riga. Anstelle von Woskressensk sollte zunächst Awtomobilist Jekaterinburg in der KHL starten. Kurz vor Trainingsbeginn im Juli 2008 wurde Jekaterinburg allerdings aufgrund anhaltender finanzieller Probleme aus der Liga ausgeschlossen und durch den Zweitliga-Meister Chimik Woskressensk ersetzt. Da Woskressensk im Verlauf der Spielzeit ebenfalls finanzielle Probleme ereilten und am Saisonende immer noch Gehaltszahlungen ausstanden, wurde Woskressensk zur Saison 2009/10 aus der Liga genommen. Awtomobilist Jekaterinburg hatte inzwischen eine neue Finanzierung auf die Beine gestellt und ersetzte Chimik als 24. Team.
Bereits vor Start der KHL im Jahr 2008 war für die Saison 2009/10 eine Expansion der Liga auf 30 Mannschaften geplant. Zu den Mannschaften, denen ein Teilnahmeangebot unterbreitet worden war, gehörten die schwedischen Elitserien-Klubs Färjestad BK und Frölunda HC, der finnische Klub Kärpät Oulu, der HC Energie Karlovy Vary aus Tschechien, das ukrainische Team HK Sokol Kiew und Eisbären Berlin aus der Deutschen Eishockey Liga. Nach dem Start der Saison 2008/09 relativierte KHL-Geschäftsführer Wladimir Schalajew jedoch die diversen Expansionsgerüchte. Laut Schalajew sollte die Liga schrittweise zunächst auf 26, dann auf 30 und schließlich auf eine Maximalanzahl von 32 Teilnehmern vergrößert werden.
Im Sommer 2009 gab es erneute Bekundungen, dass eine Erweiterung ins Auge gefasst werde. Schlussendlich wurde zur Saison 2009/10 nur der vor der Saison 2008/09 noch wegen finanzieller Schwierigkeiten ausgeschlossene russische Verein Awtomobilist Jekaterinburg aufgenommen. Der Zweitliga-Meister HK Jugra Chanty-Mansijsk zeigte Interesse, wurde aber erst zur Saison 2010/11 neu aufgenommen. Zur Saison 2010/11 fusionierten die Eishockeyabteilungen von HK Dynamo Moskau und HK MWD Balaschicha und spielen fortan unter dem neuen Namen OHK Dynamo. Zudem wurde der HK Lada Toljatti wegen finanzieller Probleme aus der Liga ausgeschlossen. Einen der frei gewordenen Startplätze übernahm der Zweitligameister HK Jugra Chanty-Mansijsk. Die Aufnahme von HK Budiwelnik aus der ukrainischen Hauptstadt Kiew scheiterte aufgrund des Fehlens eines KHL-tauglichen Stadions.

### Expansion
Im November 2009 teilte der schwedische Zweitligist AIK Stockholm mit, ab der Saison 2010/11 in der KHL spielen zu wollen, erhielt aber keine Freigabe des schwedischen Verbandes. Ankündigungen oder Gerüchte gab es zu Gründungen von KHL-Clubs in Leipzig (unter dem Namen Torpedo), bei den Schweizer Huttwil Falcons (Helvetics) und in Schweden (Swedish Crowns), diese kamen aber nicht zustande. Der italienische Zweitligist Hockey Milano Rossoblu äußerte im Mai 2011 ebenfalls die Absicht, zur Saison 2012/13 mit einem Team an der KHL teilnehmen zu wollen. Mangels ausreichender Finanzen wurde dieser Plan jedoch nie verwirklicht.
Aus Tschechien sollte 2010 das neu gegründete Team HC Lev Hradec Králové in der KHL spielen. Nachdem die Mannschaft keine Freigabe vom tschechischen Verband bekommen hatte, spielte sie zur Saison 2011/12 als HC Lev Poprad im slowakischen Poprad. Lev war damit der erste KHL-Club außerhalb der ehemaligen Sowjetunion. 2012 zog das Team ins tschechische Prag um und wurde 2014 aus finanziellen Gründen bereits wieder aufgelöst.
Lokomotive Jaroslawl zog seine Mannschaft aufgrund des Flugzeugabsturzes bei Jaroslawl für die Saison 2011/12 vom Spielbetrieb zurück, startete aber in der folgenden Saison wieder in der KHL.
Der slowakische Meister von 2012, der HC Slovan Bratislava, und der ukrainische Klub HK Donbass Donezk nahmen ab der Saison 2012/13 am Wettbewerb teil. Zur Saison 2013/14 wurde die Liga um KHL Medveščak Zagreb aus Kroatien sowie den neu gegründeten Club Admiral Wladiwostok auf 28 Teams erweitert.

KHL-Logo in kyrillischer Schrift bis 2016

Zur Saison 2014/15 wurde die KHL um den sechsfachen finnischen Meister Jokerit aus Helsinki erweitert, dessen Heimstadion Hartwall Areena im Juni 2013 teilweise vom Präsidenten des SKA Sankt Petersburg, Gennadi Timtschenko, sowie von Boris und Arkadi Rotenberg übernommen wurde. Darüber hinaus wurde mit dem HK Sotschi ein Team im Austragungsort der Olympischen Winterspiele 2014 platziert und das ehemalige KHL-Team HK Lada Toljatti kehrte in die KHL zurück. Im Juni 2014 zogen sich der HK Donbass Donezk (aufgrund der politischen Situation in der Ostukraine) und der HK Spartak Moskau – aus finanziellen Gründen – zunächst für ein Jahr vom Spielbetrieb zurück.
Im Mai 2015 beendete Atlant Moskowskaja Oblast aufgrund finanzieller Probleme den Spielbetrieb. Der HK Spartak Moskau kehrte nach einjähriger Pause wieder in die KHL zurück und nahm den Spielbetrieb zur Saison 2015/16 wieder auf. Ab der Saison 2016/17 expandierte die KHL nach China. In Peking gingen die Red Star Kunlun an den Start und erreichten bereits in ihrer ersten Saison die Play-offs.

### Finanzielle Probleme und Verkleinerung
Nach der Saison 2016/17 zog sich der KHL Medveščak Zagreb aus der Liga zurück und Metallurg Nowokusnezk wurde wegen seiner finanziellen Probleme aus der Liga ausgeschlossen. Zudem plante der KHL-Vorstand, die Ligastärke ab 2018 auf 24 Teilnehmer zu reduzieren, da die russischen Teilnehmer zu mehr als 50 % durch den russischen Staat finanziert würden und dieser Zustand „nicht zu tolerieren sei“. Die Auswahl der Clubs erfolgt nach einem Punktesystem, in dem unter anderem sportliche Leistung, Ausgaben, Stadionauslastung und Finanzierung durch öffentliche Stellen eingerechnet werden. Die Gehaltsobergrenze sollte bis 2020/21 auf 600 Millionen Rubel gesenkt werden. Trotz der Verkleinerung sollen weiterhin europäische und asiatische Clubs aufgenommen werden, wobei jährlich bis zu zwei bestehende Clubs gemäß dem Punktesystem ausgeschlossen würden.
Im März 2018 entschied der Vorstand der KHL, den HK Jugra Chanty-Mansijsk und den HK Lada Toljatti (anhand der Punkteliste) aus der KHL auszuschließen. Begründet wurde dieser Schritt vor allem mit mangelnden sportlichen Ergebnissen, einer hohen Finanzierungsrate durch die KHL selbst, fehlende TV-Einschaltquoten und niedrige Zuschaueraufkommen bei Heimspielen. Beide Klubs wurden anschließend in die Wysschaja Hockey-Liga aufgenommen. Sewerstal Tscherepowez entging einem Ausschluss, da dieser in der Saison 2017/18 sportlich konkurrenzfähig war und deutliche Zuwächse bei den Einschaltquoten aufwies.
Nach der Saison 2018/19 zog sich der HC Slovan Bratislava aus finanziellen Gründen aus der KHL zurück. Im April 2020 verlor Admiral Wladiwostok aufgrund der COVID-19-Pandemie in Russland seine beiden Hauptgeldgeber – die Regionalregierung und den Hafen von Wladiwostok – und zog sich aus finanziellen Gründen aus der KHL zurück. Damit verringerte sich die Teilnehmerstärke auf 23 Klubs.
Nach dem russischen Überfall auf die Ukraine zogen sich das lettische Team Dinamo Riga und das finnische Team Jokerit Helsinki am 27. bzw. am 25. Februar vom Spielbetrieb der KHL zurück.

## Teilnehmer der Saison 2021/22

### Ost-Konferenz
Tschernyschow Diwision
| Name                 | Standort    | Stadion              | Kapazität | gegründet | Aufnahme |
| -------------------- | ----------- | -------------------- | --------- | --------- | -------- |
| Admiral Wladiwostok  | Wladiwostok | Fetissow-Arena       | 5.500     | 2013      | 2013     |
| Amur Chabarowsk      | Chabarowsk  | Platinum Arena       | 07.100    | 1966      | 2008     |
| Barys Astana         | Astana      | Barys Arena          | 12.000    | 1999      | 2008     |
| HK Awangard Omsk     | Omsk        | Balaschicha-Arena    | 5.525     | 1950      | 2008     |
| HK Sibir Nowosibirsk | Nowosibirsk | Eissportpalast Sibir | 07.500    | 1949      | 2008     |
| Salawat Julajew Ufa  | Ufa         | Ufa-Arena            | 08.500    | 1957      | 2008     |

Charlamow Diwision
| Name                       | Standort      | Stadion                   | Kapazität | gegründet | Aufnahme |
| -------------------------- | ------------- | ------------------------- | --------- | --------- | -------- |
| Ak Bars Kasan              | Kasan         | Tatneft-Arena             | 11.900    | 1956      | 2008     |
| Awtomobilist Jekaterinburg | Jekaterinburg | Sportpalast Jekaterinburg | 05.500    | 2006      | 2009     |
| HK Metallurg Magnitogorsk  | Magnitogorsk  | Arena Metallurg           | 07.500    | 1950      | 2008     |
| HK Traktor Tscheljabinsk   | Tscheljabinsk | Eissportarena Traktor     | 07.500    | 1947      | 2008     |
| Kunlun Red Star            | Peking        | Mytischtschi-Arena        | 7.000     | 2016      | 2016     |
| Neftechimik Nischnekamsk   | Nischnekamsk  | SKK Neftechimik           | 05.500    | 1968      | 2008     |

### West-Konferenz
Tarassow Diwision
| Name                   | Standort     | Stadion                | Kapazität | gegründet | Aufnahme |
| ---------------------- | ------------ | ---------------------- | --------- | --------- | -------- |
| HK Dinamo Minsk        | Minsk        | Minsk-Arena            | 15.000    | 2004      | 2008     |
| HK Dynamo Moskau       | Moskau       | VTB-Arena              | 10.800    | 1946      | 2008     |
| HK ZSKA Moskau         | Moskau       | ZSKA-Arena             | 12.100    | 1946      | 2008     |
| Lokomotive Jaroslawl   | Jaroslawl    | Arena 2000             | 09.070    | 1959      | 2008 1   |
| Dinamo Riga 3          | Riga         | Riga Arena             | 11.000    | 2008      | 2008     |
| Sewerstal Tscherepowez | Tscherepowez | Eispalast Tscherepowez | 06.046    | 1956      | 2008     |

Bobrow Diwision
| Name                     | Standort         | Stadion                    | Kapazität | gegründet | Aufnahme |
| ------------------------ | ---------------- | -------------------------- | --------- | --------- | -------- |
| Jokerit Helsinki 3       | Helsinki         | Hartwall Arena             | 13.349    | 1967      | 2014     |
| HK Spartak Moskau        | Moskau           | Megasport-Arena            | 12.126    | 1946      | 2008 2   |
| HK Witjas                | Podolsk          | Eispalast Witjas           | 05.500    | 1996      | 2008     |
| SKA Sankt Petersburg     | Sankt Petersburg | Eispalast Sankt Petersburg | 12.300    | 1946      | 2008     |
| HK Sotschi               | Sotschi          | Bolschoi-Eispalast         | 12.000    | 2014      | 2014     |
| Torpedo Nischni Nowgorod | Nischni Nowgorod | KRK Nagorny                | 05.500    | 1947      | 2008     |

| Barys Astana |

|  |

| Lokomotive Jaroslawl |

| Amur Chabarowsk |

| Awangard Omsk1 |

| Salawat Julajew Ufa |

| Sibir Nowosibirsk |

|  |

| Neftechimik Nischnekamsk |

| Ak Bars Kasan |

| Awtomobilist Jekaterinburg |

| Metallurg Magnitogorsk |

| Dinamo Minsk |

|  |

| Torpedo Nischni Nowgorod |

| SKA Sankt Petersburg |

| Traktor Tscheljabinsk |

| Sewerstal Tscherepowez |

| HK Sotschi |

| Dinamo Riga |

| Jokerit |

| Admiral Wladiwostok |

| Großraum Moskau |

| Großraum Moskau: Moskau: ZSKA () Dynamo () Spartak () Moskauer Oblast: HK Witjas () Awangard Omsk1() Kunlun Red Star2() |

| \| Kunlun Red Star2 \| |
| Kunlun Red Star2       |

| Kunlun Red Star2 |

### Zuteilung
| Saison                              | 2008/09 | 2009/10 | 2010/11 | 2011/12 | 2012/13 | 2013/14 | 2014/15 | 2015/16 | 2016/17 | 2017/18 | 2018/19 | 2019/20 | 2020/21 | 2021/22 | Teilnahmen |
| Teilnehmer                          | 24      | 24      | 23      | 23      | 26      | 28      | 28      | 28      | 29      | 27      | 25      | 24      | 23      | 24      | Teilnahmen |
| Barys Astana                        | Ts      | Ts      | Ts      | Ts      | Ts      | Ts      | Ts      | Ts      | Ts      | Ts      | Ts      | Ts      | Ts      | Ts      | 14         |
| HK MWD Balaschicha                  | Ta      | Ta      | –       | –       | –       | –       | –       | –       | –       | –       | –       | –       | –       | –       | 2          |
| HC Slovan Bratislava                | –       | –       | –       | –       | Bo      | Bo      | Bo      | Bo      | Bo      | Bo      | Ta      | –       | –       | –       | 7          |
| Amur Chabarowsk                     | Ch      | Ts      | Ts      | Ts      | Ts      | Ts      | Ts      | Ts      | Ts      | Ts      | Ts      | Ts      | Ts      | Ts      | 14         |
| HK Jugra Chanty-Mansijsk            | –       | –       | Ch      | Ch      | Ch      | Ch      | Ch      | Ch      | Ch      | Ch      | –       | –       | –       | –       | 8          |
| HK Donbass Donezk                   | –       | –       | –       | –       | Bo      | Ta      | –       | –       | –       | –       | –       | –       | –       | –       | 2          |
| Jokerit Helsinki                    | –       | –       | –       | –       | –       | –       | Bo      | Bo      | Bo      | Bo      | Bo      | Bo      | Bo      | Bo      | 8          |
| Lokomotive Jaroslawl                | Ch      | Ta      | Ta      | –       | Ta      | Ta      | Ta      | Ta      | Ta      | Ta      | Ta      | Ta      | Ta      | Ta      | 13         |
| Awtomobilist Jekaterinburg          | –       | Ch      | Ch      | Ch      | Ch      | Ch      | Ch      | Ch      | Ch      | Ch      | Ch      | Ch      | Ch      | Ch      | 13         |
| Ak Bars Kasan                       | Ts      | Ch      | Ch      | Ch      | Ch      | Ch      | Ch      | Ch      | Ch      | Ch      | Ch      | Ch      | Ch      | Ch      | 14         |
| HK Metallurg Magnitogorsk           | Ta      | Ch      | Ch      | Ch      | Ch      | Ch      | Ch      | Ch      | Ch      | Ch      | Ch      | Ch      | Ch      | Ch      | 14         |
| HK Dinamo Minsk                     | Bo      | Bo      | Ta      | Ta      | Ta      | Bo      | Bo      | Bo      | Bo      | Bo      | Ta      | Ta      | Ta      | Ta      | 14         |
| HK Dynamo Moskau 2010-12 OHK Dynamo | Ts      | Bo      | Bo      | Bo      | Bo      | Ta      | Ta      | Ta      | Ta      | Ta      | Bo      | Bo      | Ta      | Ta      | 14         |
| HK Spartak Moskau                   | Bo      | Bo      | Bo      | Bo      | Ta      | Ta      | –       | Bo      | Bo      | Bo      | Bo      | Bo      | Bo      | Bo      | 13         |
| HK ZSKA Moskau                      | Ta      | Bo      | Bo      | Bo      | Ta      | Bo      | Ta      | Ta      | Ta      | Ta      | Ta      | Ta      | Ta      | Ta      | 14         |
| Atlant Moskowskaja Oblast           | Bo      | Ta      | Ta      | Ta      | Ta      | Ta      | Bo      | –       | –       | –       | –       | –       | –       | –       | 8          |
| Neftechimik Nischnekamsk            | Ts      | Ch      | Ch      | Ch      | Ch      | Ch      | Ch      | Ch      | Ch      | Ch      | Ch      | Ch      | Ch      | Ch      | 14         |
| Torpedo Nischni Nowgorod            | Ts      | Ta      | Ta      | Ta      | Ta      | Ch      | Ta      | Ta      | Ta      | Ta      | Ch      | Ta      | Ch      | Bo      | 14         |
| Metallurg Nowokusnezk               | Bo      | Ts      | Ts      | Ts      | Ts      | Ts      | Ts      | Ts      | Ts      | -       | -       | -       | -       | -       | 9          |
| HK Sibir Nowosibirsk                | Ch      | Ts      | Ts      | Ts      | Ts      | Ts      | Ts      | Ts      | Ts      | Ts      | Ts      | Ch      | Ts      | Ts      | 14         |
| HK Awangard Omsk                    | Ch      | Ts      | Ts      | Ts      | Ts      | Ts      | Ts      | Ts      | Ts      | Ts      | Ts      | Ts      | Ts      | Ts      | 14         |
| Kunlun Red Star                     | –       | –       | –       | –       | –       | –       | –       | –       | Ts      | Ts      | Ts      | Ts      | Ts      | Ch      | 6          |
| SKA Sankt Petersburg                | Ta      | Bo      | Bo      | Bo      | Bo      | Bo      | Bo      | Bo      | Bo      | Bo      | Bo      | Bo      | Bo      | Bo      | 14         |
| HC Lev Poprad                       | –       | –       | –       | Bo      | –       | –       | –       | –       | –       | –       | –       | –       | –       | –       | 1          |
| HC Lev Prag                         | –       | –       | –       | –       | Bo      | Bo      | –       | –       | –       | –       | –       | –       | –       | –       | 2          |
| Dinamo Riga                         | Ch      | Bo      | Bo      | Bo      | Bo      | Bo      | Bo      | Bo      | Bo      | Bo      | Bo      | Bo      | Ta      | Ta      | 14         |
| HK Sotschi                          | –       | –       | –       | –       | –       | –       | Ta      | Ta      | Ta      | Ta      | Ta      | Ta      | Bo      | Bo      | 8          |
| HK Lada Toljatti                    | Ch      | Ch      | –       | –       | –       | –       | Ch      | Ch      | Ch      | Ch      | –       | –       | –       | –       | 6          |
| HK Witjas 2008-13 Witjas Tschechow  | Ts      | Ta      | Ta      | Ta      | Bo      | Ta      | Ta      | Ta      | Ta      | Ta      | Ta      | Ta      | Bo      | Bo      | 14         |
| HK Traktor Tscheljabinsk            | Ta      | Ch      | Ch      | Ch      | Ch      | Ch      | Ch      | Ch      | Ch      | Ch      | Ch      | Ch      | Ch      | Ch      | 14         |
| Sewerstal Tscherepowez              | Bo      | Ta      | Ta      | Ta      | Ta      | Ta      | Ta      | Ta      | Ta      | Ta      | Ta      | Bo      | Bo      | Ta      | 14         |
| Salawat Julajew Ufa                 | Bo      | Ts      | Ts      | Ts      | Ts      | Ts      | Ts      | Ts      | Ts      | Ts      | Ts      | Ts      | Ts      | Ts      | 14         |
| Admiral Wladiwostok                 | –       | –       | –       | –       | –       | Ts      | Ts      | Ts      | Ts      | Ts      | Ts      | Ts      | –       | Ts      | 8          |
| Chimik Woskressensk                 | Ta      | –       | –       | –       | –       | –       | –       | –       | –       | –       | –       | –       | –       | –       | 1          |
| KHL Medveščak Zagreb                | –       | –       | –       | –       | –       | Bo      | Bo      | Bo      | Bo      | –       | –       | –       | –       | –       | 4          |

## Trophäen
Die KHL vergibt verschiedene Trophäen für den Meister, den Gewinner der regulären Saison sowie für den Sieger des Pokalwettbewerbs der nicht für die Play-offs qualifizierten Mannschaften. Zudem werden eine Reihe von Spielertrophäen vergeben, unter anderem für den Wertvollsten Spieler.

### Gagarin-Pokal
| Saison  | Gagarin-Pokal                           | Kontinental-Pokal        | Nadeschda-Pokal   |
| ------- | --------------------------------------- | ------------------------ | ----------------- |
| 2008/09 | Ak Bars Kasan                           | nicht vergeben           | nicht ausgetragen |
| 2009/10 | Ak Bars Kasan                           | Salawat Julajew Ufa      | nicht ausgetragen |
| 2010/11 | Salawat Julajew Ufa                     | HK Awangard Omsk         | nicht ausgetragen |
| 2011/12 | OHK Dynamo                              | HK Traktor Tscheljabinsk | nicht ausgetragen |
| 2012/13 | HK Dynamo Moskau                        | SKA Sankt Petersburg     | Dinamo Riga       |
| 2013/14 | HK Metallurg Magnitogorsk               | HK Dynamo Moskau         | HK Awangard Omsk  |
| 2014/15 | SKA Sankt Petersburg                    | HK ZSKA Moskau           | nicht ausgetragen |
| 2015/16 | HK Metallurg Magnitogorsk               | HK ZSKA Moskau           | nicht ausgetragen |
| 2016/17 | SKA Sankt Petersburg                    | HK ZSKA Moskau           | nicht ausgetragen |
| 2017/18 | Ak Bars Kasan                           | SKA Sankt Petersburg     | nicht ausgetragen |
| 2018/19 | HK ZSKA Moskau                          | HK ZSKA Moskau           | nicht ausgetragen |
| 2019/20 | aufgrund der Covid-19-Pandemie abgesagt | HK ZSKA Moskau           | nicht ausgetragen |
| 2020/21 | HK Awangard Omsk                        | HK ZSKA Moskau           | nicht ausgetragen |
| 2021/22 | HK ZSKA Moskau                          | nicht vergeben           | nicht ausgetragen |
| 2022/23 | HK ZSKA Moskau                          | SKA Sankt Petersburg     | nicht ausgetragen |
| 2023/24 | HK Metallurg Magnitogorsk               | HK Dynamo Moskau         | nicht ausgetragen |

In der Premierensaison 2008/09 wurde Ak Bars Kasan erster Meister der neu geschaffenen KHL. Mit drei gewonnenen Meisterschaften ist die Mannschaft auch Rekordsieger. HK Dynamo Moskau, der in der Saison 2011/12 als OHK Dynamo antrat, HK Metallurg Magnitogorsk und SKA Sankt Petersburg sind die weiteren Mannschaften, die den Gagarin-Pokal mehrfach gewinnen konnten. Die erste nicht-russische Mannschaft, die sich für das Finale um den Gagarin-Pokal qualifizieren konnten, waren in der Saison 2013/14 HC Lev Prag. Sie verloren die Finalserie knapp 3:4 gegen HK Metallurg Magnitogorsk.

### Kontinental-Pokal
Der Kontinental-Pokal wird seit der Saison 2009/2010 an die jeweils punktbeste Mannschaft der Hauptrunde vergeben. In den ersten drei Jahren konnten jeweils Mannschaften der Ost-Konferenz gewinnen. Anschließend ausschließlich West-Konferenz-Teilnehmer. Rekordgewinner des Kontinental-Pokals ist HK ZSKA Moskau (4 Siege).

### Nadeschda-Pokal
Der Nadeschda-Pokal wurde 2013 und 2014 zwischen den Mannschaften ausgespielt, die sich nicht für die Play-offs qualifizierten.

## Beste Scorer

### Reguläre Saison
Abkürzungen: S = Spielzeiten, Sp = Spiele, T = Tore, A = Assists, Pkt = Punkte, +/- = Plus/Minus, SM = Strafminuten; Fett: aktuelles Team
| Spieler               | Teams                                              | S | Sp  | T   | A   | Pkt | +/−  | SM  |
| --------------------- | -------------------------------------------------- | - | --- | --- | --- | --- | ---- | --- |
| Sergei Mosjakin       | Atlant, Metallurg Mg                               | 8 | 427 | 236 | 276 | 512 | +150 | 116 |
| Alexander Radulow     | Salawat Julajew, ZSKA                              | 8 | 391 | 169 | 323 | 492 | +149 | 678 |
| Danis Saripow         | Ak Bars, Metallurg Mg                              | 8 | 420 | 183 | 223 | 406 | +144 | 262 |
| Wadim Schipatschow    | Sewerstal, SKA                                     | 8 | 395 | 111 | 225 | 336 | +61  | 195 |
| Brandon Bochenski     | Barys Astana                                       | 6 | 311 | 137 | 182 | 319 | +74  | 247 |
| Kevin Dallman         | Barys Astana, SKA                                  | 8 | 402 | 114 | 198 | 312 | +55  | 360 |
| Alexei Morosow        | Ak Bars, ZSKA                                      | 6 | 294 | 125 | 162 | 287 | +71  | 144 |
| Matt Ellison          | Dinamo Riga, MWD, Torpedo, Medveščak, Dinamo Minsk | 8 | 368 | 123 | 162 | 285 | −25  | 358 |
| Alexander Pereschogin | Salawat Julajew, Awangard                          | 8 | 429 | 143 | 140 | 283 | +116 | 289 |
| Patrick Thoresen      | Salawat Julajew, SKA                               | 6 | 292 | 117 | 165 | 282 | +132 | 256 |

Stand: Ende der Saison 2015/16

### Play-offs
Abkürzungen: S = gespielte Playoff-Serien, Sp = Spiele, T = Tore, V = Assists, Pkt = Punkte, +/− = Plus/Minus, SM = Strafminuten; Fett: aktuelles Team
| Spieler           | Teams                 | S | Sp  | T  | A  | Pkt | +/− | SM  |
| ----------------- | --------------------- | - | --- | -- | -- | --- | --- | --- |
| Sergei Mosjakin   | Atlant, Metallurg Mg  | 8 | 107 | 51 | 67 | 118 | +22 | 12  |
| Danis Saripow     | Ak Bars, Metallurg Mg | 8 | 109 | 40 | 52 | 92  | +39 | 74  |
| Alexander Radulow | Salawat Julajew, ZSKA | 7 | 92  | 24 | 65 | 89  | +26 | 104 |
| Patrick Thoresen  | Salawat Julajew, SKA  | 6 | 98  | 27 | 56 | 83  | +38 | 87  |
| Niko Kapanen      | Ak Bars, Lev, Jokerit | 8 | 111 | 20 | 44 | 64  | +15 | 75  |
| Alexei Morosow    | Ak Bars, ZSKA         | 6 | 75  | 28 | 33 | 61  | +20 | 30  |
| Jan Kovář         | Metallurg Mg          | 3 | 54  | 18 | 40 | 58  | +26 | 42  |
| Igor Grigorenko   | Salawat Julajew, ZSKA | 8 | 88  | 34 | 24 | 58  | +25 | 44  |
| Tony Mårtensson   | Ak Bars, SKA          | 6 | 94  | 21 | 35 | 56  | +33 | 51  |
| Roman Červenka    | Awangard, SKA         | 4 | 64  | 24 | 30 | 54  | +12 | 26  |

Stand: Ende der Saison 2015/16

## Gehaltsobergrenze
Wie schon in den letzten zwei Spielzeiten der Superliga müssen die 24 KHL-Teams eine Gehaltsobergrenze einhalten. Die Grenze liegt in der ersten Saison bei 562,5 Millionen Rubel (etwa 15,3 Millionen Euro) und teilt sich wie folgt auf:
- 400,0 Millionen Rubel (etwa 10,9 Millionen Euro) für 21 Spieler
- 162,5 Millionen Rubel (etwa 4,4 Millionen Euro) für vier herausragende Spieler

Die Teams haben jeweils eine Kaderstärke von 25 Spielern, von denen fünf Spieler nichtrussische Staatsbürger sein dürfen. Für die Mannschaften aus Kasachstan, Lettland und Belarus gilt dieselbe Regelung für ihr jeweiliges Heimatland, sie dürfen jedoch in der ersten Saison eine unbegrenzte Anzahl von ausländischen Spielern verpflichten und einsetzen.
Aus den 25 Spielern kann jede Mannschaft drei der vier herausragenden Spieler frei bestimmen. Der vierte Spieler wird automatisch festgelegt, falls er folgende Voraussetzungen mitbringt:
- mehr als 40 Spiele (20 Spiele bei Torhütern) in der letzten Spielzeit der National Hockey League absolviert
- Juniorenspieler mit kanadischer oder US-amerikanischer Herkunft, jünger als 20 Jahre und in einer der ersten drei Runden des NHL Entry Draft ausgewählt
- Spieler aus einer europäischen Liga, der an der letzten Weltmeisterschaft oder den letzten Olympischen Winterspielen teilgenommen hat

## Vertragssystem
Die KHL führt zudem ein neues Vertragssystem ein, das in drei verschiedene Typen unterteilt ist.
- Standard-Ein-Wege-Verträge (ausschließlich für die KHL)
- Zwei-Wege-Verträge (für die KHL und das Farmteam)
- Juniorenverträge

Die Standard-Ein-Wege-Verträge können von jedem Spieler älter als 17 Jahre unterschrieben werden. Jedoch gilt für junge Spieler, die ihren ersten Profivertrag unterzeichnen die Regel, dass der Vertrag eine Laufzeit von vier Jahren haben muss. Die Zwei-Wege-Verträge, die zugleich für die Farmteams gelten, können erstmals ab dem 16. Lebensjahr unterschrieben werden. Das Rookiegehalt liegt bei maximal 500.000 Rubel (etwa 13.700 Euro). Sollte der Spieler in der ersten Runde des Drafts ausgewählt worden sein, liegt das Maximalgehalt im ersten Jahr bei 300.000 Rubel (etwa 8.200 Euro), steigert sich aber in den folgenden drei Jahren des Vertrages zunächst um 20, dann um 30 und schließlich um 50 Prozent des Grundgehaltes.
Ein starker Unterschied zwischen KHL und NHL besteht jedoch in der Behandlung von sogenannten Restricted Free Agents. Während ein vertragsloser Restricted Free Agent die NHL ohne Probleme verlassen kann, ist dies in der KHL nicht möglich. Die Transferrechte eines NHL-Restricted-Free-Agents gelten nur für die Liga, hingegen die der KHL, die dies strenger interpretiert, weltweit. Somit ist es einem Restricted Free Agent aus der KHL gar nicht möglich, die Liga zu verlassen.
Die Farmteams werden in einer gesonderten, vom Russischen Eishockeyverband FHR organisierten Liga spielen.

## Draft und Transfers
Der erste Draft wurde am 1. Juni 2009 in Moskau, nach dem Ende der Saison 2008/09, abgehalten. Im sogenannten Junior Draft haben die Teams die Möglichkeit die Rechte an europäischen und nordamerikanischen Talenten zu erwerben. Jede Mannschaft kann bis zu drei Spieler aus dem eigenen Juniorenteam auswählen. Die Mannschaften, die während des Drafts einen Spieler aus dem Juniorenpool eines Mitkonkurrenten auswählen, müssen eine Entschädigung an selbigen zahlen. Für einen Spieler der ersten Runde liegt der Entschädigungsbetrag bei 3,0 Millionen Rubel (etwa 82.200 Euro), für einen Spieler der zweiten Runde bei 2,0 Millionen Rubel (etwa 54.800 Euro) usw.
Zusätzlich gibt es vor dem Start der Saison einen Waiver-Draft, vor dem jede Mannschaft 18 Feldspieler und zwei Torhüter schützen kann. Die nicht geschützten Spieler können dann kompensationsfrei von den anderen Mannschaften ausgewählt werden. Spieler mit zwei-Wege-Verträgen sind von der Auswahl ausgeschlossen. Die Reihenfolge des Drafts ergibt sich aus der umgekehrten Reihenfolge des Abschlussklassements der Vorsaison, wodurch das schwächste Team als erstes wählen kann.
Der Transfermarkt gleicht sich ebenfalls dem Vorbild der NHL an. Im Gegensatz zu den europäischen Modalitäten, Transfers mit Ablösesummen abzuwickeln, sollen die Spieler vornehmlich zwischen den Teams getauscht werden, wodurch auch deren laufende Verträge bestehen bleiben.

### Transferabkommen mit der National Hockey League
Nachdem im Vorfeld des Ligastarts der KHL die Teilnehmer immer wieder damit gedroht hatten, aufgrund ihrer großen Finanzkraft zu versuchen, Top-Spieler der 30 National-Hockey-League-Franchises abzuwerben, da dies in den Jahren zuvor auch eine gängige Praxis der NHL gegenüber der Superliga gewesen war, trafen beide Ligen und die National Hockey League Players’ Association NHLPA im Rahmen eines Kongresses der Internationalen Eishockey-Föderation IIHF in Zürich am 10. Juli 2008 ein Transferabkommen.
Darin garantierten die NHL, KHL und weitere europäische Ligen den gegenseitigen Respekt gegenüber gültigen Spielerverträgen. Zunächst wurde für den 4. September 2008 ein weiteres Treffen in New York anberaumt, in dem konkretere Pläne getroffen werden sollen, nachdem Russland das alte Abkommen bereits 2005 für nichtig erklärt hatte und im Juni 2008 weitere sechs europäische Ligen diesen Schritt gemacht hatten.
Nur gut eine Woche nach dem Bekanntwerden der Ausarbeitung eines neuen Abkommens gab die IIHF am 18. Juli 2008 bekannt, dass sie den Vertragsstatus von sechs Spielern, namentlich Alexander Radulow, Nikita Filatow, Tomáš Mojžíš, Jason Krog, Wiktor Tichonow und Fjodor Fjodorow, überprüfen werde, da Verträge bzw. Zusagen für beide Ligen seitens der Spieler bestanden. Für die Zeit der Untersuchung wurden die Spieler für internationale Transfers und Wettbewerbe suspendiert. Im Zeitraum bis zum September 2008 unterschrieben weitere Spieler, die einen gültigen KHL-Vertrag besaßen, Kontrakte bei diversen NHL-Franchises. Bei einem Treffen mehrerer Nationalverbände und der IIHF verzichtete die KHL bei einigen Spielern auf ihre Beschwerden bei der IIHF, woraufhin auch die Suspendierungen aufgehoben wurden. In den Fällen um Alexander Radulow, Wjatscheslaw Woinow, Maxim Majorow und Andrei Loktionow konnte jedoch keine Einigung erzielt werden, so dass diese vor einem Schiedsgericht entschieden wurden.
Auch im Sommer 2009 setzte sich die Problematik fort, obwohl beide Ligen sich zugesichert hatten, bestehende Verträge zu respektieren. Allerdings gab es auf beiden Seiten unterschiedliche Auffassungen in der Behandlung von sogenannten Restricted Free Agents. Nachdem Jiří Hudler ein Angebot seines Klubs Detroit Red Wings ausgeschlagen hatte und vor das Schiedsgericht gezogen war, hatte er am 8. Juli 2009 einen Vertrag beim HK Dynamo Moskau unterschrieben, der ihm mehr Gehalt zusicherte, als er in der NHL hätte verdienen können. Die NHL intervenierte daraufhin bei der IIHF bezüglich der Legalität des Vertrags. Daraufhin stellte die KHL die Vertragsregistrierung bis Ende Juli zurück.
Weitere Spieler, denen seitens der KHL ein Wechsel untersagt blieb, waren Jewgeni Dadonow vom HK Traktor Tscheljabinsk sowie Denis Parschin und Sergei Schirokow vom HK ZSKA Moskau.

## Dress-Code
- Nach dem Vorbild der NHL und im Gegensatz zur Superliga muss die Heimmannschaft in dunklen Trikots antreten, die Auswärtsmannschaft in weißen oder hellen Trikots.
- Der Trainerstab muss sich ebenfalls nach den Statuten der Ligaregularien kleiden und Anzugkombinationen tragen.